# فرانك روبرت ميلر
فرانك روبرت ميلر هو موظف مدني وضابط كندي، ولد في 30 أبريل 1908 في كاملوبس في كندا، وتوفي في 20 أكتوبر 1997 في شارلوتسفيل في الولايات المتحدة.